# آرامگاه سید طاووس
بقعه سید طاووس مربوط به دوره قاجار است و در یزد، خیابان امام خمینی، محله فهادان، کوچه آب انبار وزیر واقع شده و این اثر در تاریخ ۱۸ اسفند ۱۳۸۷ با شمارهٔ ثبت ۲۵۰۸۸ به‌عنوان یکی از آثار ملی ایران به ثبت رسیده است.